# Flabellophora
Flabellophora là một chi nấm thuộc họ Polyporaceae.